# Wagneriana vegas
Wagneriana vegas är en spindelart som beskrevs av Levi 1991. Wagneriana vegas ingår i släktet Wagneriana och familjen hjulspindlar. Inga underarter finns listade i Catalogue of Life.